# Revolta Srb
A Revolta de Srb (em servo-croata:  Устанак у Србу / Ustanak u Srbu) foi uma rebelião contra o Estado Independente da Croácia (em croata: Nezavisna Država Hrvatska, NDH) que começou em 27 de julho de 1941 em Srb, uma vila na região de Lika. A revolta foi iniciada pela população local em resposta às perseguições aos sérvios pelos Ustaše e foi liderada por Chetniks e Partisans Iugoslavos. Logo se espalhou por Lika e Bosanska Krajina. Durante a revolta, numerosos crimes de guerra foram cometidos contra a população local croata e muçulmana, especialmente na área de Kulen Vakuf. Como as forças do NDH não tinham forças para suprimir a revolta, o exército italiano, que não era alvo dos rebeldes, expandiu a sua zona de influência para Lika e partes de Bosanska Krajina.
Até 1990, 27 de julho era feriado nacional na República Socialista da Croácia, denominado "Dia da Revolta do Povo da Croácia". Após a independência da Croácia, o dia 22 de junho foi escolhido como o Dia da Luta Antifascista e feriado nacional.

## Contexto
Em 6 de abril de 1941, a Alemanha Nazista invadiu o Reino da Iugoslávia. Durante a Invasão da Iugoslávia, Ustaše, uma organização croata fascista e ultranacionalista, proclamou o Estado Independente da Croácia (NDH) em 10 de abril de 1941, apoiado pela Alemanha e pela Itália.   Em maio de 1941, os Ustaše formaram o campo de concentração de Jadovno em Lika, onde encarceraram e executaram milhares de sérvios étnicos e outros prisioneiros, o que levou à rebelião. Os sérvios eram maioria nos Partidários Croatas até setembro de 1943, e eram maioria absoluta no Exército Iugoslavo na Pátria, mais conhecidos como Chetniks.
As perseguições em grande escala na área começaram em junho de 1941, incluindo a limpeza étnica de cerca de 1.200 sérvios que foram expulsos para a Sérvia ocupada por Vjekoslav "Maks" Luburić, enquanto no município de Srb, dias antes da rebelião, as forças Ustaše de Luburić assassinaram 279 civis sérvios nas aldeias de Suvaja, Osredak e Bubanj.

## Prelúdio
Em junho de 1941, os sérvios iniciaram uma revolta no leste da Herzegovina. A revolta foi reprimida no início de julho, mas a paz não foi estabelecida. O NDH perseguiu sistematicamente as populações sérvia e judaica em todo o país.  Os comunistas entraram em conflito aberto com o regime depois que a Alemanha invadiu a União Soviética em 22 de junho.  Contudo, não estavam preparados para a revolta de Julho nem a ordenaram. A rebelião foi desencadeada por três rebeldes individuais. Em 26 de julho, um oficial da Guarda Nacional foi morto enquanto dirigia de Drvar para Bosanski Petrovac. As autoridades do NDH começaram então a prender os camponeses locais. Assim, o Comité local do KPJ foi arrastado para o lançamento de uma rebelião em grande escala. 

## A Rebelião
Uma revolta na Croácia e no oeste da Bósnia começou em 27 de julho de 1941 com a revolta de Drvar na área de Drvar e Bosansko Grahovo na Krajina da Bósnia.  A revolta estava nominalmente sob o comando dos comunistas locais. No entanto, os comunistas eram poucos e um grande número de insurgentes foram influenciados pelos chetniks e pelos políticos locais do pré-guerra que espalharam propaganda anti-croata e defenderam uma Grande Sérvia. Os grupos rebeldes atacaram as instituições do NDH e emboscaram as forças Ustaše e da Guarda Nacional enviadas como reforços.  Embora estivessem ideologicamente em lados diferentes, os Chetniks e os Comunistas formaram uma aliança para se equilibrarem contra o poder crescente dos Ustaše. 

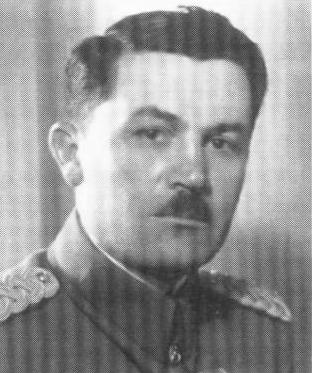
General Mihajlo Lukić, comandante da Guarda Nacional Croata

Em 27 de julho, os Ustaše perderam o controle de Drvar.  Na aldeia de Trubar, perto de Drvar, um padre católico romano, Waldemar Maximilian Nestor, e os seus paroquianos foram mortos pelos insurgentes.  As forças do NDH cercaram Drvar, mas não tinham artilharia para capturar a cidade.  Oito batalhões e várias baterias foram enviados de Zagreb para a área de Drvar, onde se encontravam cerca de 4.000 insurgentes armados. 
Em 28 de Julho, na aldeia de Brotnja, no município de Srb, 37 civis foram mortos e as suas casas foram saqueadas e destruídas pelos Chetniks.  De 29 de julho a 2 de agosto, a cidade de Gračac esteve sitiada. Gračac foi defendido pelas forças Ustaše e da Guarda Nacional, num total de cerca de 2.000 soldados. As ações dos insurgentes colocaram em risco Donji Lapac, de onde os Ustaše tiveram que abandonar. Os rebeldes entraram na aldeia em 30 de julho sem luta.  O exército italiano na área não foi alvo de ataques, os insurgentes até lhes pediram proteção contra os Ustaše. De acordo com uma avaliação italiana, a revolta foi dirigida principalmente contra o regime Ustaše, enquanto a influência dos comunistas teve um papel secundário. 
Em 2 de agosto, os rebeldes saquearam e queimaram a aldeia croata de Boričevac.   A maioria da população, 2.180 pessoas, fugiu para Kulen Vakuf, uma grande aldeia perto de Drvar, antes da entrada dos insurgentes. 55 permaneceram na aldeia, a maioria mulheres e idosos, todos mortos.  Kulen Vakuf, cuja guarnição estava sob o comando do capitão Vladimir Veber, foi cercado por forças rebeldes. 
Stevo Rađenović foi rotulado pelos italianos como o líder político do movimento de resistência sérvio em Lika.  A rebelião se espalhou pelo norte da Dalmácia, perto da cidade de Knin, que estava diretamente ameaçada. O comando da cidade foi totalmente assumido pelos italianos. Relatórios dos Ustaše registaram a sua insatisfação com as acções dos italianos, indicando que as autoridades italianas estavam a dar refúgio e apoio aos Chetniks. 
O General Mihajlo Lukić da 3ª Brigada Lika foi incumbido de reprimir a revolta em Lika e a destruição das unidades rebeldes. Em 17 de agosto, 2 batalhões e uma bateria de canhões, totalizando cerca de 1.300 homens, iniciaram um ataque para socorrer Kulen Vakuf e se conectar com as forças vindas de Gračac. A operação decorreu de acordo com os planos e nos primeiros dois dias as forças do NDH conseguiram capturar um território significativo.   Em 19 de agosto, as tropas do NDH chegaram a Gornji Lapac, onde não encontraram resistência. Uma vanguarda das tropas Ustaše e da Guarda Nacional, enviada para Boričevac, foi emboscada e a ofensiva foi interrompida.   Os rebeldes reforçaram então o bloqueio a Kulen Vakuf e às aldeias ao longo da margem esquerda do rio Una.  Em 4 de setembro atacaram e destruíram a aldeia de Ćukovi. Embora os muçulmanos locais não fossem membros dos Ustaše, a aldeia foi capturada para cercar completamente Kulen Vakuf. Veber tentou passar de Kulen Vakuf para Bihać para evacuar a população durante a noite de 5 para 6 de setembro.  Ele tinha uma Guarda Nacional, um batalhão Ustaše e uma milícia muçulmana à sua disposição. Quando o comboio deixou Kulen Vakuf, os rebeldes cruzaram rapidamente o Una e tomaram o controle da aldeia. 
Os rebeldes atacaram a coluna em retirada e mataram cerca de trezentos refugiados. Uma percentagem dos refugiados conseguiu chegar a Bihać, mas cerca de um terço foi capturado. Setenta foram mortos imediatamente e 400, principalmente mulheres e crianças, foram devolvidos em cativeiro a Kulen Vakuf e mantidos na polícia e nas estações ferroviárias. Outros 900, também na sua maioria mulheres e crianças, foram detidos num prado, enquanto cerca de 380 cativos do sexo masculino foram transferidos para outra aldeia. Uma percentagem dos prisioneiros detidos na campina foi massacrada pelos rebeldes e pelos habitantes locais. Cerca de 50 tentaram escapar, mas foram capturados e mortos, e seus corpos foram jogados em uma cova. Então, os comunistas e os rebeldes que se opunham à matança dos cativos intervieram. Kulen Vakuf foi totalmente queimada. 
O NDH não tinha forças para suprimir a rebelião. Os alemães não puderam desviar as suas tropas porque todas as forças disponíveis estavam na frente oriental. Os italianos, por outro lado, foram capazes de prestar assistência, mas concordaram com ela apenas para fortalecer a sua própria influência sobre o NDH. Em 26 de agosto de 1941, o governo NDH chegou a um acordo para que os italianos reocupassem a 2ª e a 3ª zonas, a fim de pacificar os insurgentes nessas áreas. No final de 1941, os italianos reocuparam várias cidades anteriormente controladas pelo NDH na Krajina da Bósnia. No início de outubro, o 5º Corpo italiano reocupou Kulen Vakuf. 

## Homenagens
Na República Socialista da Croácia, a revolta Srb foi comemorada como feriado nacional, o "Dia Geral da Revolta Popular na Croácia" (Dan općeg narodnog ustanka u Hrvatskoj) em 27 de julho, depois que a proposta foi aceita em 1945 pelo ZAVNOH. Mais tarde, o nome "Dia da Revolta do Povo da Croácia" (Dan ustanka naroda Hrvatske) tornou-se mais prevalente em público. Em 1991, após o colapso do regime comunista, o novo governo croata substituiu o antigo Dia da Revolta pelo Dia da Luta Antifascista, em 22 de junho, data em que, em 1941, foi formado o Destacamento Partidário de Libertação do Povo de Sisak - a primeira unidade partidária em Croácia. 
No entanto, várias organizações antifascistas e o Partido Sérvio Democrático Independente (SDSS) continuaram a comemorar esta data como o primeiro dia de uma revolta antifascista. Organizações e partidos de direita, como o Partido Croata Autóctone dos Direitos, condenam a reunião, chamando-a de "falsificação histórica" e "celebração do genocídio contra os croatas", e organizam contra-protestos contra a comemoração ano após ano; a comemoração é assegurada por fortes forças policiais.
O ex-presidente Stjepan Mesić esteve na comemoração de 2012 e chamou os membros dos contraprotestos de "quase-patriotas". A comemoração contou com a presença de membros da liderança estadual até cerca de 2012, mas posteriormente eles se retiraram em meio à polêmica.